# Berbenno di Valtellina
Berbenno di Valtellina là một đô thị ở tỉnh Sondrio trong vùng Lombardia của Italia, có vị trí khoảng 90 km về phía đông bắc của Milano và khoảng 9 km về phía tây của Sondrio. Tại thời điểm ngày 31 tháng 12 năm 2004, đô thị này có dân số 4.226 người và diện tích là 35,7 km².
Berbenno di Valtellina giáp các đô thị: Buglio in Monte, Cedrasco, Colorina, Fusine, Postalesio, Torre di Santa Maria.